# Going Home: Theme of the Local Hero
Going Home: Theme of the Local Hero ist ein instrumentaler Rocksong von Mark Knopfler und das letzte Stück auf dem Soundtrack der britischen Filmkomödie Local Hero aus dem Jahr 1983.
Going Home ist die erste Solo-Single von Knopfler und landete in Großbritannien auf Platz 56, in den Niederlanden auf Platz 26 und in Neuseeland auf Platz 18. Das Soundtrack-Album enthält auch eine Akustikgitarreninterpretation des Musikstücks mit dem Namen „Wild Theme“. Die Melodie wird in weiteren Stücken des Soundtracks wiederholt. Obwohl die Single nur Platz 56 in Knopflers Heimat Großbritannien erreichte, bleibt Going Home einer der beliebtesten Songs des Künstlers. Die Single hat eine Länge von 3:57 Minuten, die Album-Version auf dem Soundtrack ist 5:01 Minuten lang. Die einprägsame Saxophon-Passage im Song wurde vom amerikanischen Jazzsaxophonisten Michael Brecker gespielt.
Folgende Musiker waren beim Einspielen beteiligt:
- Bass – Tony Levin
- Gitarre, Drum Programmierung – Mark Knopfler
- Saxophon – Michael Brecker
- Synthesizer – Alan Clark

Toningenieur bei der Aufnahme war Neil Dorfsman.
Der Song wurde auch in das Repertoire der Rockband Dire Straits aufgenommen, deren Mitglied Knopfler zu der Entstehungszeit des Songs war. Bei Live-Konzerten der Gruppe oder auch bei Solokonzerten wird Going Home regelmäßig als letztes Musikstück gespielt. Auf dem Live-Album Alchemy: Dire Straits Live von März 1984 wurde eine Liveversion des Songs erstmals veröffentlicht. Die Studioversion des Liedes war auf der Solo-Compilation Screenplaying von 1993 (die auch „Wild Theme“ enthielt) und auf der Compilation Private Investigations: The Best of Dire Straits & Mark Knopfler von 2005 enthalten, sowohl auf der Einzel- als auch auf der Doppel-CD Disc-Ausgabe.
Das Musikstück ist auch bei den englischen Fußballfans bekannt, da der Song bei den Heimspielen des englischen Fußballvereins Newcastle United in Newcastle upon Tyne regelmäßig gespielt wird, wenn die Spieler auf das Spielfeld laufen. Newcastle ist die Stadt, in der Knopfler aufgewachsen ist.
Das Musikvideo zum Song zeigt Mark Knopfler beim Gitarre spielen vor der Skyline von New York City (teilweise vor einem Sonnenuntergang sowie Einstellungen bei Nacht mit der Brooklyn Bridge, dem World Trade Center und dem Empire State Building), unterbrochen von Videosequenzen aus dem Film Local Hero.

## Studioversion 2024
Im Jahr 2024 entstand eine besondere Version des Songs, um die beiden Wohltätigkeitsorganisationen zur Behandlung von Krebs bei Jugendlichen „Teenage Cancer Trust (UK) “ und „Teen Cancer America (USA)“ zu unterstützen. Eine Supergroup aus über sechzig Musikern, hauptsächlich Gitarristen, nahm den Song „Going Home“ neu auf. Dabei wurden die Musikbeiträge teilweise in den British Grove Studios in West London eingespielt, teilweise wurden die Aufnahmen als Audiofile eingereicht. Guy Fletcher, ehemaliger Keyboarder der Dire Straits, übernahm die Produktion und erstellte aus der Menge der Aufnahmen eine fast zehnminütige Version des Songs. Die fertige Aufnahme wurde unter dem Bandnamen „Mark Knopfler’s Guitar Heroes“ am 15. März 2024 bei BMG Rights Management veröffentlicht. Das Cover zur Single schuf Peter Blake, der schon das Cover für das Beatles-Album Sgt. Pepper’s Lonely Hearts Club Band entworfen hatte. Das Artwork zeigt eine Collage aller Mitwirkenden sowie der „Local Hero“-Schauspieler Peter Riegert und Burt Lancaster vor „Hanks“, dem bekannten Gitarrenladen in der Londoner „Denmark Street“. Die Aufnahme enthält am Anfang des Songs die letzte Aufnahme von Jeff Beck vor seinem Tod. Nachfolgend entstand ein Musikvideo, das mit Hilfe einer Animation verdeutlicht, welche Musiker in der jeweiligen Musikpassage zu hören ist.
Folgende Musiker sind auf der Aufnahme zu hören: Sofern nicht anders angegeben spielen die Musiker E-Gitarre.
| - Joan Armatrading - Jeff Beck - Richard Bennett - Joe Bonamassa - Joe Brown (Mandoline) - James Burton (Akustik Gitarre) - Jonathan Cain (Piano) - Paul Carrack (Hammondorgel) - Eric Clapton (E-Gitarre und Akustik Gitarre) - Ry Cooder (Slide-Gitarre) - Jim Cox (Piano) - Steve Cropper - Sheryl Crow (Bass) - Danny Cummings (Perkussion) - Roger Daltrey (Harmonika) - Duane Eddy - Sam Fender - Guy Fletcher (Hammondorgel, Bass) - Peter Frampton - Audley Freed - David Gilmour - Vince Gill (Akustik Gitarre) | - Buddy Guy - Keiji Haino - Tony Iommi (E-Baritongitarre) - Joan Jett - John Jorgenson (Akustik Gitarre) - Mark Knopfler - Sonny Landreth - Albert Lee - Greg Leisz (Lap-Steel-Gitarre) - Alex Lifeson - Steve Lukather - Phil Manzanera - Dave Mason - Hank Marvin - Brian May - Robbie McIntosh - John McLaughlin - Tom Morello - Rick Nielsen - Orianthi - Brad Paisley - Nile Rodgers | - Mike Rutherford - Joe Satriani - John Sebastian - Connor Selby - Slash - Bruce Springsteen - Ringo Starr (Schlagzeug) - Zak Starkey (Schlagzeug) - Sting (Bass) - Andy Taylor - Susan Tedeschi - Derek Trucks (Slide-Gitarre) - Ian Thomas (Schlagzeug) - Pete Townshend - Keith Urban - Steve Vai - Waddy Wachtel - Joe Louis Walker - Joe Walsh - Ronnie Wood - Glenn Worf (Bass) - Zucchero |